# Слагалица страве 7
Слагалица страве 7 (енгл. Saw 3D; такође издат под називом Слагалица страве 7: Последње поглавље; енгл. Saw: The Final Chapter) јесте амерички хорор филм из 2010. године, режисера Кевина Гретерта, са Бетси Расел, Костасом Мандилором, Тобином Белом, Шоном Патриком Фланеријем и Керијем Елвесом у главним улогама.
Сукоб између Џил Так и детектива Хофмана долази до врхунца и коначно резултује смрћу оба лика чиме се серијал (привремено) завршава.
Радња филма се наставља тамо где се шести део завршио.
Бетси Расел и Костас Мандилор су се по пети и последњи пут нашли у улогама Џил Так и детектива Марка Хофмана. Поред тога, филм је означен и повратком звезде из првог дела, Керија Елвеса, који се поново нашао у улози доктора Гордона.
За разлику од свог претходника, филм је добио лоше оцене критичара и публике, али је остварио далеко вишу зараду, пошто је најављен као последњи у серијалу. Ипак, седам година касније снимљен је нови наставак под насловом Слагалица страве 8.

## Радња
Након што посведочи како Хофман успева да преживи њену наизглед неизбежну замку, престрашена Џил Так бежи у полицијску станицу где од детектива Гибсона тражи пуну заштиту. Заузврат му Џил даје све доказе који потврђују да је детектив Марк Хофман нови Џигсо. Побеснели Хофман жели да по сваку цену дође до Џил како би јој се осветио.
Док полиција трага за Хофманом, Боби Даген постаје актер у новој игри од Џигсоа, пошто се обогатио тако што се лажно представио као жртва која је преживела напад Џигсоа. Уместо њега, животе ће изгубити сви његови најближи пријатељи, као и недужна супруга која није ни знала да је Боби све измислио.

## Улоге
| Глумац             | Улога                |
| ------------------ | -------------------- |
| Бетси Расел        | Џил Так              |
| Костас Мандилор    | детектив Марк Хофман |
| Чад Донела         | детектив Мет Гибсон  |
| Тобин Бел          | Џон Крејмер — Џигсо  |
| Кери Елвес         | др Лоренс Гордон     |
| Шон Патрик Фланери | Боби Даген           |
| Ђина Холден        | Џојс Даген           |
| Лоренс Ентони      | Роџерс               |
| Дин Армстронг      | Кејл                 |
| Наоми Сникус       | Нина                 |
| Ребека Маршал      | Сузан                |
| Џејмс ван Патен    | др Хефнер            |
| Себастијан Пигот   | Бред                 |
| Џон Кор            | Рајан                |
| Ен Грин            | Дина                 |
| Честер Бенингтон   | Еван                 |
| Шона Макдоналд     | Тара Абот            |
| Дру Фиргевер       | Ден                  |
| Даби Вест          | Кара                 |
| Бенџамин Клост     | Џејк                 |
| Олуник Аделији     | Сидни                |
| Иш Морис           | Алекс                |
| Танедра Хауард     | Симона               |
| Џанел Хачисон      | Ади                  |
| Грег Брик          | Малик                |
| Лариса Гомес       | Емили                |
| Кевин Раштон       | Тревор               |
| Ноам Џенкинс       | Мајкл Маркс          |
| Карлос Дијас       | радник у мртвачници  |
| Рејчел Вилсон      | мајка                |